# Treibsand

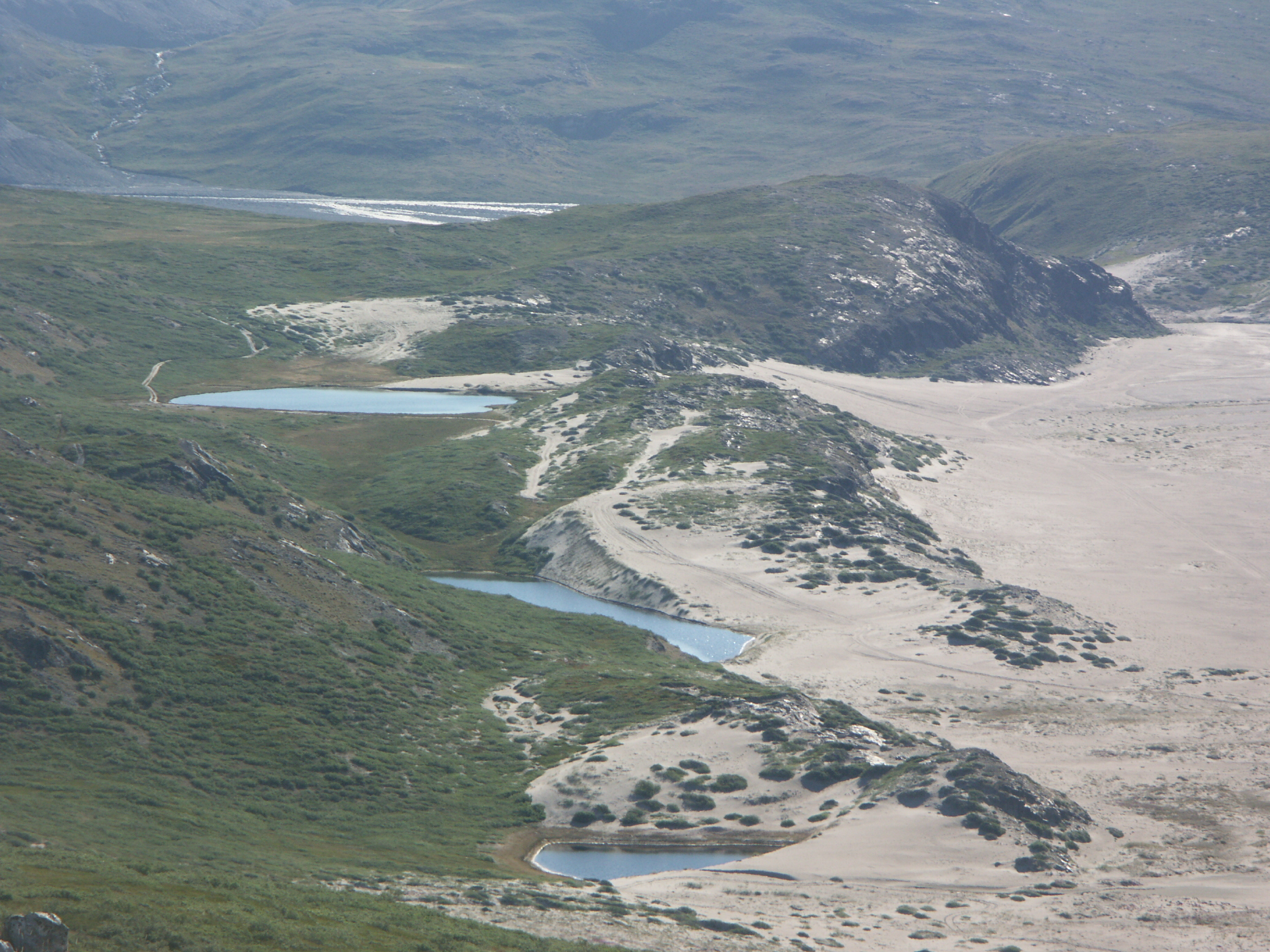
Treibsand in Grönland

Treibsand (auch Schwimmsand) ist eine Suspension aus Sand in Wasser. Obwohl er im ungestörten Zustand einigermaßen fest erscheint, verhält er sich unter Druckeinfluss wie ein spezieller Typ Flüssigkeit: ein nichtnewtonsches Fluid. Der feinkörnige Sand mancher Sandbänke an der Küste, in den aufgelaufene Schiffe einsinken und feststecken, wird in der Seemannsprache auch als Mahlsand bezeichnet.

## Funktionsweise
Bei Erschütterungen oder auflagerndem Druck verlieren die Sandkörner den Kontakt untereinander und verschieben sich in ihrer wässrigen Umgebung ohne größeren Widerstand. Trockener Sand verdichtet und verfestigt sich stattdessen unter diesen Umständen.
Die nur sehr kleinen Poren zwischen den Sandkörnern verhindern den raschen Abfluss der Flüssigkeit (Kies ist wesentlich durchlässiger und weist dieses Phänomen folglich nicht auf). Die gesamte Suspension geht – wie es analog auch bei Quickerde und Quickton geschehen kann – kurzfristig in einen „verflüssigten“, thixotropen Zustand über, der so lange anhält, bis die Sandkörner nach Abpressung des Porenwassers wieder Kontakt zueinander bekommen.
Der Effekt kann nur auftreten, wenn
1. die Sandkörner frisch aufgeschüttet oder umgelagert wurden, die Körner also noch unverkittet in loser Beziehung zueinander stehen und sich die Porenräume leicht mit Wasser füllen;
2. genügend Wasser vorhanden ist, um die Porenräume vollständig zu füllen: an Flussläufen in Sedimentationszonen mit sandigem Sediment (also eher im Flussunterlauf), an Quellen unter ständiger Wasserzufuhr sowie in den Küstenbereichen von Seen und Meeren.

Ein wasserstauender Untergrund kann bei entsprechender Geländeform raschen Abfluss des ausgepressten Wassers und Wiederverfestigung des Sandkörpers fast ganz verhindern.

## Auftreten
Da Treibsand sehr viel Wasser benötigt, ist er fast nur an Gewässern zu finden. Der in Filmen und Büchern oft porträtierte Wüstentreibsand ist damit nahezu ausgeschlossen, zumal er oft in Sandwüsten wie der Sahara gezeigt wird, die naturgemäß sehr trocken sind.
Gut zu erkennen ist der Treibsand in Sandbildern: Im frisch rieselnden Sand sind noch größere Mengen Wasser eingeschlossen, der Sand verdichtet sich beim „Anklopfen“ sofort. Dabei reiben die Sandkörner aneinander, die Suspension wird durch die Scherung verdickt und der innere Widerstand – die Viskosität – der Suspension steigt. Kippbewegungen lassen hingegen den flüssigen Zustand wiederaufleben.

## Gefahren

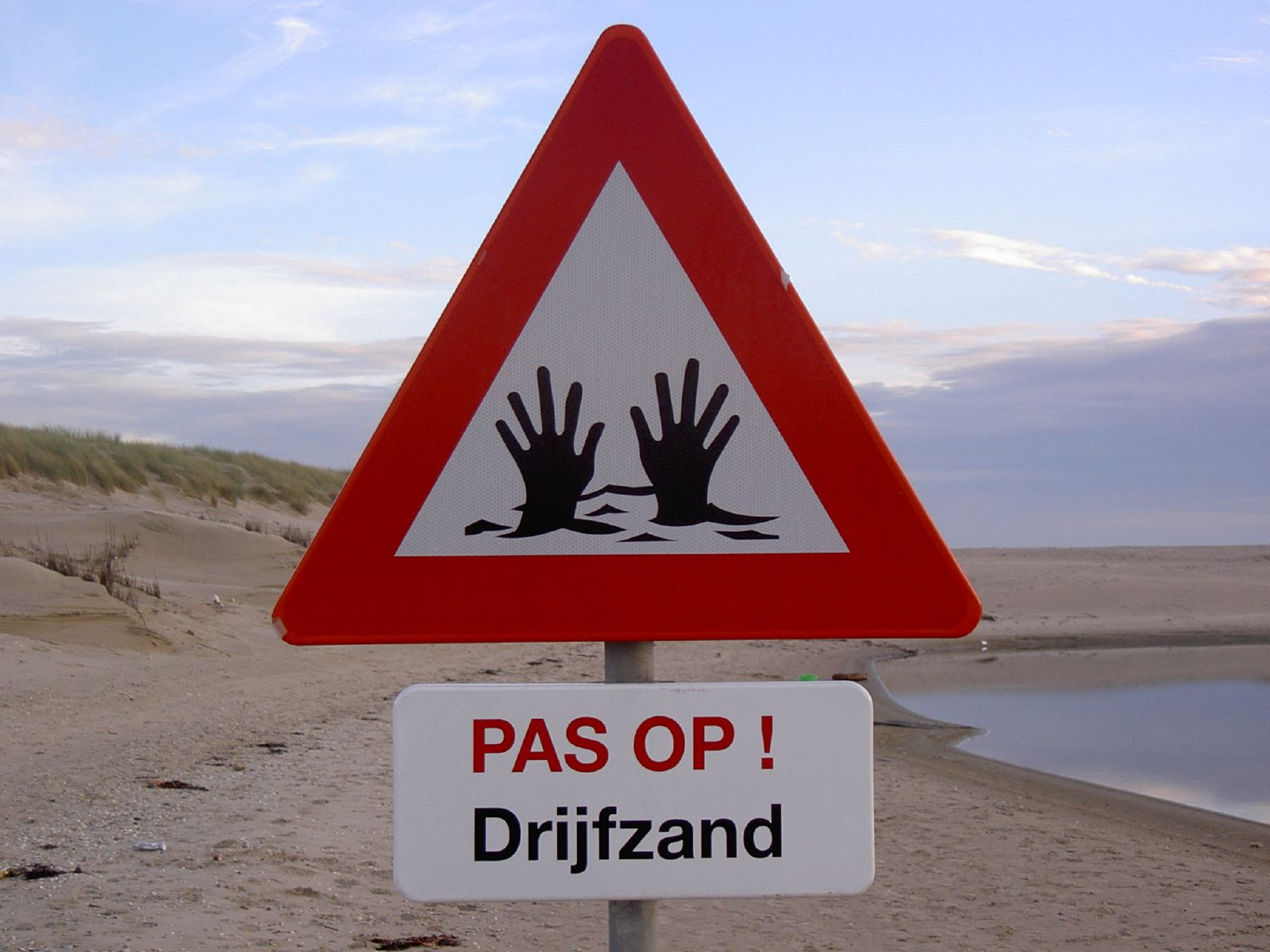
Warnschild auf Texel

Treibsand steht insbesondere durch übertriebene Darstellungen in Abenteuerliteratur und -filmen in dem Ruf, lebensgefährlich zu sein, sobald man in ihn hineingerät. Das ist nur teilweise richtig. Die hohe Gesamtdichte der Wasser-Sand-Dispersion macht das Untergehen tiefer als bis etwa zum Bauch praktisch unmöglich, da die Dichte des menschlichen Körpers nahe der von Wasser ist; Treibsand hingegen hat mindestens die doppelte Dichte. Ein vollständiges Untergehen ist somit ausgeschlossen, allerdings besteht bei niedrigen Temperaturen die Gefahr der Unterkühlung. Auch in Wattgebieten kann das Einsinken in Treibsand bei aufkommender Flut zur Todesfalle werden.
Für Schiffe kann der feinkörnige Treibsand gefährlich werden, wenn sie auf eine Sandbank auflaufen. Die geringe Tragfähigkeit des Sandes wird verschärft durch die Bewegungen durch Wellen und Gezeitenstrom, wodurch verwirbelte „Mahlströme“ entstehen, die aufgelaufene Schiffe weiter eingraben können. Beispiele für Havarien, in denen die Schiffe nicht befreit werden konnten, sind die Fides und die Ondo im Großen Vogelsand in der Elbmündung.
Sich ohne Hilfe aus Treibsand zu befreien, kann je nach Beschaffenheit des Untergrunds und Tiefe des Einsinkens schwierig bzw. nahezu unmöglich sein. Sind die Beine bereits zu tief versunken, wird empfohlen, sich so wenig wie möglich zu bewegen, da der Sand nach einiger Zeit zur Ruhe kommt und der Körper leicht aufgetrieben wird. In betroffenen Gebieten sind die Rettungskräfte mit Pumpen ausgerüstet, die mittels Wassereinspritzung das Gemisch soweit verflüssigen, dass eine Rettung möglich ist.
Treibsand-Effekte (Bodenverflüssigung) können bei Erdbeben Nebenschäden anrichten, wenn größere Flächen thixotroper Sande mit betroffen sind – so etwa beim Erdbeben von Kōbe 1995 (Japan) oder beim Untergang von Port Royal (Jamaika) 1692.

## „Trockener“ Treibsand
In der Fachzeitschrift Nature publizierten Detlef Lohse (Universität Twente in Enschede) und Koautoren 2004 ein Experiment, das „trockenen“ Treibsand erklären könnte.
Mittels eines Luftstromes, der durch ein perforiertes Behältnis mit feinstem Sand (Schluff) geblasen wurde, konnte eine sehr lockere Packung der Sandschicht erreicht werden. Anschließend versank ein herabfallender, metallgefüllter Ball in dem Material und erzeugte manchmal eine regelrechte aufspritzende Fontäne. Angesichts ihrer Ergebnisse spekulierten die Forscher, dass Luftwirbel in der Wüste Sand in einer ähnlich lockeren Packung absetzen könnten, dass sogar Menschen, Kamele oder Fahrzeuge darin versinken könnten – wie in Abenteuer-Filmen gern dargestellt.
Allerdings ist bei der einfachen Übertragung der Laborexperimente auf den Maßstab Wüste Vorsicht geboten: In der wenige Zentimeter mächtigen Sandschicht im Labor ist das Eigengewicht des Sandes, das auf das Gefüge der Sandkörner drückt, minimal. Anders, wenn es um Sandschichten in einer Mächtigkeit von 3, 4 oder mehr Metern geht, die für das komplette Versinken einer Person oder eines Kamels Voraussetzung sind: Ein Kubikmeter trockener Sand wiegt bereits ca. 1,5 Tonnen. Mit jeder neuen Sandschicht, die auf einer vorhandenen Schicht abgelagert wird, erhöht sich der Druck auf die Sandkörner, der Sand beginnt sich zu setzen (Kompaktion). Ein extrem lockeres Sand-Gefüge, wie im Labor im kleinen Maßstab hergestellt, verändert bei einer tonnenschweren Auflast sehr schnell seine physikalischen Eigenschaften.